# Temu
Temu е онлайн магазин на китайската компания за електронна търговия PDD Holdings. Той предлага стоки с големи отстъпки, които в повечето случаи се доставят директно от Китай.
Бизнес моделът на Temu позволява на компанията да стане популярна сред потребителите, но също така поражда опасения относно неприкосновеността на личните данни на клиентите, принудителния труд на служителите на компанията, интелектуалната собственост и качеството на предлаганите продукти. Компанията е въвлечена в правни спорове със своя конкурент Shein.

## История
Temu е собственост и се управлява от PDD Holdings, международна компания с идеална цел, регистрирана в Каймановите острови, но адресът на главния офис е посочен и в Дъблин. PDD Holdings е собственик и на Pinduoduo, популярна платформа за онлайн пазаруване в Китай.
Платформата Temu е пусната в действие в Съединените щати през септември 2022 г. През март 2023 г. стартира в Австралия и Нова Зеландия, а през април – във Франция, Германия, Италия, Нидерландия, Испания и Великобритания. По-късно навлиза и на пазара на Латинска Америка. На 17 януари 2024 г. Temu официално стартира в Република Южна Африка – 49-ата държава, в която Temu се появява от старта си през септември 2022 г.
През февруари 2024 г. Temu пуска няколко рекламни клипа по време на мача по американски футбол Super Bowl, като предлага награди на стойност 15 милиона щатски долара. Това предизвиква интерес в обществото и рязък скок в заявките за търсене на Temu.
По данни на Semrush след рекламата на Super Bowl през февруари 2024 г. Temu има 100 милиона активни потребители в САЩ, над 130 милиона изтегляния на приложението по света и около 420 милиона месечни посещения на уебсайтове.

## Съдебен процес сShein
През декември 2022 г. конкурентната компания Shein съди Temu, твърдейки, че Temu е привлякла популярни и влиятелни онлайн лица (блогъри и др.) „да правят неверни и подвеждащи твърдения“ за Shein, за да рекламират своите продукти. По-късно, през юли 2023 г., Temu предявява иск срещу Shein, като твърди, че Shein е предприела „кампания на заплахи, сплашване, фалшиви твърдения за неправомерни действия и опити за налагане на неоправдани наказателни глоби“ срещу производители на дрехи, за които се твърди, че са работили с Temu. На 31 юли 2023 г. Shein печели временна ограничителна заповед срещу Temu по друго дело, в което се твърди, че компанията е използвала защитени с авторски права изображения на Shein в обяви за продукти. По-късно през август Shein подава иск срещу Temu във Върховния съд на Англия и Уелс, като твърди, че компанията е „открила хиляди случаи“, в които продавачите на Temu са използвали нейни снимки. Shein иска премахване на всички публикации, нарушаващи правата на потребителите, и обезщетение в размер на най-малко 100 000 £.
На 18 юли 2023 г. Temu подава федерален иск, в който обвинява Shein в нарушаване на антитръстовите закони на САЩ. В обвинителния акт Temu твърди, че към 2022 г. Shein притежава над 75% от пазара на бърза мода в САЩ и използва господстващото си положение на пазара, за да сключва ексклузивни споразумения с производители на облекло, ограничавайки сътрудничеството им с Temu. Дружеството също така твърди, че през май 2023 г. Shein е изискало от 8338 производители, които доставят или продават на тяхната платформа, да подпишат споразумения за изключителна дистрибуция, забраняващи им да предлагат продуктите си на платформата Temu или на свързаните с Temu продавачи. Дружеството твърди, че производителите, свързани с Shein, представляват значителна част – според оценките между 70 и 80 % - от всички търговци, предлагащи продукти от бързата мода в САЩ, което води до по-високи цени, ограничени възможности за потребителите и намаляващ пазар на продукти от бързата мода в САЩ.
През октомври 2023 г. Shein и Temu искат делата им един срещу друг да бъдат прекратени без последствия в Масачузетс и Илинойс. Нито едно от дружествата не предоставя допълнителни обяснения или информация за това дали е било постигнато споразумение.
През декември 2023 г. Temu отново завежда дело срещу Shein, твърдейки, че се е намесил незаконно в работата на неговите доставчици.

## Бизнес модел
Temu позволява на китайските доставчици да продават и доставят продукти директно на клиентите, без да разчитат на междинни дистрибутори в страната на местоназначение, което прави продуктите по-достъпни. Някои доставчици заявяват, че Temu е поискала от тях да намалят цените си до степен да продават стоките на загуба. Temu предлага безплатни стоки на някои потребители, които успешно привличат нови потребители чрез реферални (промоционални) кодове и социални медии. Онлайн покупките в Temu могат да се извършват с помощта на уеб браузър или мобилно приложение. Temu използва широкомащабни рекламни кампании в интернет – във Facebook и Instagram.
Temu изисква от продавачите да продават продуктите си на по-ниска цена, отколкото в AliExpress. Когато няколко продавачи предлагат един и същ продукт, Temu одобрява този с най-ниска цена. Артикули, които не отговарят на минималните изисквания на Temu за продажба (30 броя и 90 щ.д. за 14 дни), се премахват от платформата.
Компанията рекламира усилено в различни мобилни приложения, което води до висока популярност. Проучване на Sensor Tower установява, че през последното тримесечие на 2023 г. потребителите на Temu прекарват средно 23 минути седмично в приложението, в сравнение с 18 минути в Amazon и 22 минути в eBay.

## Критика

### Реклама
През 2023 г. органът за правила в рекламата ASA (Advertising Standards Authority) на Обединеното кралство забранява някои от рекламите на Temu поради това, че показват момиче по бикини в поза, характерна за по-възрастни, с прилепнали панталонки, които подчертават „очертанията на гениталиите му“, шорти за колоездене, които „приличат на бельо“ с изрязана долна част, и снимки на рокли, които не показват лицата на моделите. Temu заявява, че снимката на момичето е в нарушение на фирмената политика и повече няма да бъде показвана, но оспорва другите констатации на ASA, като заявява, че непоказването на лицата на моделите е имало за цел да не конкретизира жените и че други търговци на дребно имат подобни снимки.

### Жалби на клиенти
Някои търговци използват Temu като „помийна яма“, където се опитват да продават продукти с лошо качество, остарели или с изтекъл срок на годност.
Според Андрю Чоу, журналист от Time, през 2022 г. клиентите на Temu се сблъскват с множество недоставени пратки, продукти, които не отговарят на описанието на уебсайта поради фалшива реклама и с неработеща служба за поддръжка.
Според Сара Перез, която пише в TechCrunch за рекламните кампании на Temu, „тези реклами, изглежда, работят, за да увеличат броя на инсталациите на Temu. Но преглед на отзивите за приложението разкрива оплаквания, подобни на тези от Wish, включително измами, повредени и забавени пратки, неправилно изпълнени поръчки и липса на обслужване на клиенти“.
През октомври 2022 г. бостънският офис на Better Business Bureau (BBB) открива дело срещу Temu; до края на 2022 г. той получава 31 оплаквания от клиенти относно услугите на сайта. Към януари 2024 г. компанията има рейтинг С+ на BBB, въпреки че не е акредитирана от BBB.
През март 2024 г. BabyCenter прави одит на приложението Temu и съобщава, че уебсайтът включва продукти, които са изтеглени от пазара, може да са фалшиви или нарушават американските стандарти за безопасност и функции, които са важни за предотвратяване на проблеми като задушаване.
През май 2024 г. Европейската организация на потребителите подава жалба срещу Temu до Европейската комисия, като твърди, че е нарушен Законът за цифровите услуги по отношение на изискванията за проследяване на търговците и прозрачността и отчетността на алгоритмите. През същия месец Европейската комисия заявява, че Temu трябва да спазва Закона за цифровите услуги.

### Конфиденциалност
През май 2023 г. Комисията за надзор на икономиката и сигурността между САЩ и Китай изразява загриженост относно рисковете за личните данни на потребителите на Temu, след като Pinduoduo, нейното дъщерно приложение в Китай, е премахнато от Google Play, тъй като в някои от версиите му е открит зловреден софтуер. Два дни след като пуска актуализация за премахване на експлойтите, Pinduoduo разпуска екипа от инженери и продуктови мениджъри, които са ги разработили. Според източника на CNN по-голямата част от екипа е прехвърлена в Temu и е работила в различни отдели, но основната група инженери е останала в Pinduoduo.
На 17 май 2023 г. Грег Джанфорте, губернатор на щата Монтана, забранява използването на Temu на правителствени устройства в щата, както и на приложенията на компанията ByteDance (включително TikTok), WeChat и Telegram. По данни на Politico, „Apple заявява, че компанията вече е нарушила задължителните правила за защита на личните данни и е заблуждавала хората за начина, по който използва техните данни“.
През 2023 г. са заведени отделни колективни искове срещу клона на Temu в Илинойс и Ню Йорк, всеки от които е свързан с обработката от Temu на лични данни, събирани чрез акаунти, създадени в платформата.
През февруари 2024 г. Южнокорейската комисия за защита на личните данни започва да разследва Temu и други платформи за електронна търговия за обработката на потребителски данни. През юни 2024 г. главният прокурор на щата Арканзас подава съдебен иск срещу Temu, обвинявайки я в разпространение на зловреден софтуер и измамни търговски практики.

### Принудителен труд
През юни 2023 г. Специалната комисия на Камарата на представителите на САЩ за стратегическата конкуренция между САЩ и Китайската комунистическа партия заявява, че Temu не поддържа „дори привидно съответствие“ със Закона за предотвратяване на принудителния труд на уйгурите, като не допуска до платформата стоки, произведени с принудителен труд. През 2024 г. Temu отново е критикувана, позовавайки се на доклад на сенатора Том Котън за 2023 г. и представителите на Камарата на представителите на САЩ Кат Камак и Мишел Стийл, след като компанията излъчва реклама по време на Super Bowl LVIII.

### Въпроси, свързани с интелектуалната собственост
Продавачите на Temu постоянно се сблъскват с обвинения в нарушаване на интелектуалната собственост.

### Корпоративна култура
Temu е критикувана заради строгата си култура на работното място и насърчаването на системата „996“ (работно време от 9:00 сутрин до 9:00 вечер 6 дни от седмицата). Тази култура на работното място се свързва със смъртта на служители на PDD Holdings, която влиза в заглавията на международните медии.
През 2024 г. Financial Times и The Wall Street Journal съобщават, че Pinduoduo съди няколко бивши служители за нарушаване на разпоредбите за забрана на конкуренцията. Доказателствата, представени от Pinduoduo в съда, включват видеозаписи на бивши служители, които преминават на работа при конкуренти на Pinduoduo. Дружеството заявява, че е получило доказателствата със законни средства.